# توماس أندروز (فيزيائي)
توماس أندروز (بالإنجليزية: Thomas Andrews)‏ (و. 1813 – 1885 م) هو فيزيائي، وكيميائي أيرلندي، ولد في بلفاست، وكان عضوًا في الجمعية الملكية، توفي في بلفاست، عن عمر يناهز 72 عاماً.
.

## التعليم
تعلم في جامعة إدنبرة، وكلية الثالوث في دبلن، وجامعة غلاسكو، وكلية العلوم بباريس ‏.

## جوائز
حصل على جوائز منها:
- دكتوراه فخرية (1879)[5]
- الميدالية البيكرية (1876)[6][7]
- قلادة ملكية (1844)
- زميل في الجمعية الملكية
- الزمالة الفخرية للجمعية الملكية في إدنبرة ‏.

## روابط خارجية
- توماس أندروز على موقع الموسوعة البريطانية (الإنجليزية)